# 謝睿 (正統丁卯舉人)
謝睿（15世紀—16世紀），字元思，福建福州府閩縣人，匠籍，明朝政治人物。

## 生平
謝睿是正統十二年（1447年）丁卯科福建鄉試第三十名舉人，授靖安教諭，陞國子監助教，有監生久未得蔬菜錢，他舉發此事，得朝廷旨令審訊，祭酒以下官員皆被奪職，他則特授翰林院檢討，留在國子監教育士子，與同年代的浙江布政使司參議謝琚皆以清廉著名，人稱「二謝」。

## 引用
1. 1 2  民國《閩侯縣志·卷六十六·列傳四上　明閩縣》：謝蕡，字維盛，父【祖】睿，字元思，正統丁卯舉人，景泰間授靖安教諭，再遷國子助教，監有諸生蔬菜錢久沒，睿發其弊，奉旨勘鞫，祭酒以下皆奪職，特授睿翰林檢討，留典國學，與參議謝琚皆以方廉著，號曰「二謝」。蕡登正德辛巳進士……